# Cephaloleia nigricornis
Cephaloleia nigricornis es un coleóptero de la familia Chrysomelidae.
Fue descrita científicamente en 1792 por Fabricius.